# Csangtö
Csangtö (egyszerűsített kínai írással: 常德, pinjin: Chángdé) prefektúra szintű város Kínában, Hunan tartományban. Lakosainak száma 5 279 102 fő (2020).

## Népesség
| 2018 | 5 827 200 |
| 2020 | 5 279 102 |

## Testvérvárosok
- Higasiómi